# 44e législature de la Chambre des représentants de Belgique
La 44e législature de la Chambre des représentants de Belgique fait suite aux élections législatives du 17 décembre 1978. Elle englobe les gouvernements Martens I, II , III, IV et Mark Eyskens.
Cette législature comptait 212 membres.

## Bureau
- Charles-Ferdinand Nothomb, président
- Gustaaf Boeykens, 1er vice-président
- Charles Poswick, 2e vice-président
- Jan Verroken, vice-président
- Adhémar d'Alcantara, vice-président
- André Baudson, vice-président

## Députés (212)

### Partis nationaux (4)

#### PCB-KPB - Parti communiste de Belgique - Kommunistische Partij van België (4)
- Noëlla Dinant
- Georges Glineur
- Marcel Levaux
- Louis Van Geyt

### Partis francophones (88)

#### PS - Parti socialiste (32)
- Bernard Anselme
- André Baudson
- Yvon Biefnot
- Georgette Brenez
- Hervé Brouhon, chef de groupe
- Willy Burgeon
- Philippe Busquin
- André Cools
- André Degroeve
- Jean-Maurice Dehousse
- Claude Dejardin
- Jean-Baptiste Delhaye
- Roger Delizée
- Robert Denison
- Richard Gondry
- Marc Harmegnies
- Léon Hurez
- André Jandrain
- Edmond Leburton
- Robert Leclercq
- Guy Mathot
- Armand Moock
- Gaston Onkelinx
- Jean-Pierre Perdieu
- Marcel Remacle
- Edmond Rigo
- Henri Simonet
- Robert Urbain
- Jean-Claude Van Cauwenberghe
- Alain Van der Biest
- Jacques Van Gompel
- Yvan Ylieff

#### PSC - Parti social-chrétien (25)
- Pierre Deschamps
- José Desmarets, chef de groupe
- Jean-Pierre Detremmerie
- Frédéric François
- Jean-Pierre Grafé
- Michel Hansenne
- Ghislain Hiance
- René Jérôme
- Raymond Langendries
- Gérard le Hardÿ de Beaulieu
- Albert Lernoux
- Albert Liénard
- Robert Marchal
- Philippe Maystadt
- Joseph Michel
- Charles-Ferdinand Nothomb
- Henri Pierret
- Léon Remacle
- Geneviève Ryckmans-Corin
- Guillaume Schyns
- Jean-Louis Thys
- Charles Van de Put
- Paul Vanden Boeynants
- Melchior Wathelet
- Emile Wauthy

#### PRLW-PL - Parti réformateur libéral wallon - Parti libéral (15)
- André Bertouille
- Charles Cornet d'Elzius
- André Damseaux
- Jean Defraigne, chef de groupe
- Alfred Evers
- Jean Gol
- Étienne Knoops
- Serge Kubla
- Pierre Maistriaux
- Louis Michel
- Georges Mundeleer
- Louis Olivier
- Guy Pierard
- Charles Poswick
- Michel Tromont

#### Front démocratique des francophones (11)
- Marion Banneux
- Luc Bernard
- Guy P. Brasseur
- Georges Clerfayt
- Léon Defosset
- Roger Nols
- Lucien Outers
- Michel Parent
- Basile-Jean Risopoulos, chef de groupe
- Antoinette Spaak
- Didier Van Eyll

#### RW - Rassemblement wallon (4)
- Joseph Fiévez
- Paul-Henry Gendebien
- Henri Mordant
- Robert Moreau

#### UDRT - Union démocratique pour le respect du travail (1)
- Robert Hendrick

### Partis néerlandophones (120)

#### CVP - Christelijke Volkspartij (57)
- Firmin Aerts
- Georges Beerden
- Karel Blanckaert, chef de groupe
- André Bourgeois
- Paul Breyne
- Georges Cardoen
- Frans Cauwenberghs
- Daniel Coens
- Alfons Coppieters
- Adhémar d'Alcantara
- Paul De Keersmaeker
- Omer De Mey
- Monique De Weweire
- Tijl Declercq
- Wivina Demeester
- Francine Demeulenaere-Dewilde
- Adhémar Deneir
- Emmanuel Desutter
- Paul Devlies
- Godelieve Devos
- Luc Dhoore
- Achille Diegenant
- Greta Dielens
- Jos Dupré
- Mark Eyskens
- Robert Gheysen
- Jaak Henckens
- Lambert Kelchtermans
- Lieven Lenaerts
- Jan Lenssens
- Cyriel Marchand
- Wilfried Martens
- Chris Moors
- Marc Olivier
- Roger Otte
- Renaat Peeters
- André Rutten
- Mathieu Rutten
- Miet Smet
- Achiel Smets
- Antoon Steverlynck
- Rika Steyaert
- Herman Suykerbuyk
- Frank Swaelen
- Francis Tanghe
- Leo Tindemans
- Maria Tyberghien-Vandenbussche
- René Uyttendaele
- Luc Van den Brande
- Michel Van Dessel
- Renaat Van Elslande
- Robert Van Rompaey
- Erik Vankeirsbilck
- Guido Verhaegen
- Jan Verroken
- Hugo Weckx
- Ghisleen Willems

#### BSP - Belgische Socialistische Partij (26)
- Eddy Baldewijns
- Henri Boel
- Gustave Boeykens
- Marc Bourry
- Willy Claes
- Bob Cools
- Livien Danschutter
- Roger De Wulf
- Leona Detiège
- Marc Galle
- Lode Hancké
- Jeanne Huybrechts-Adriaensens
- Alfons Laridon
- Jan Mangelschots
- Gustaaf Nyffels
- Jef Ramaekers
- Jef Sleeckx
- Gilbert Temmerman
- Louis Tobback, chef de groupe
- Frank Van Acker
- Paul Van Der Niepen
- Jos Van Elewyck
- Marcel Vandenhove
- Victor Vanderheyden
- Louis Vanvelthoven
- Freddy Willockx

#### PVV - Partij voor Vrijheid en Vooruitgang (22)
- Raoul Bonnel
- Jacky Buchmann
- Albert Claes
- Fernand Colla
- Willy De Clercq
- Albert De Cordier
- Herman De Croo, chef de groupe
- Louis De Grève
- August De Winter
- Arlette Duclos-Lahaye
- Emile Flamant
- Frans Grootjans
- André Kempinaire
- Louis Pans
- Karel Poma
- Georges Sprockeels
- Willy Taelman
- Ignace Van Belle
- Lucien Van de Velde
- Willy Van Renterghem
- Frans Verberckmoes
- Alfred Vreven

#### Volksunie(14)
- Vic Anciaux
- Frans Baert, chef de groupe
- Jan Caudron
- André De Beul
- Raf Declercq
- Willy Desaeyere
- Jaak Gabriëls
- Willy Kuijpers
- Hugo Schlitz
- Joos Somers
- Jef Valkeniers
- Lode Van Biervliet
- Paul Van Grembergen
- Emiel Vansteenkiste

#### Vlaams Blok (1)
- Karel Dillen